# Réaumur-Sébastopol
Réaumur-Sébastopol è una stazione delle linee 3 e 4 della metropolitana di Parigi.

## La stazione

### Origine del nome
La stazione prende il nome dalla rue Réaumur e dal boulevard de Sébastopol che si incrociano su di essa.
- René-Antoine Ferchault de Réaumur (1683-1757) è stato un chimico e fisico francese. Egli è stato l'inventore del termometro ad alcool.
- Sebastopoli è una città russa, che fu teatro di una battaglia della guerra di Crimea del 1855, che venne conquistata dalle truppe francesi e britanniche dopo un anno di assedio.

### Storia
Venne aperta con il nome di Rue Saint-Denis il 19 novembre 1904 con l'entrata in servizio della prima tratta della linea 3 fra le stazioni di Villiers e Père Lachaise.
Ha acquisito l'attuale denominazione il 15 ottobre 1907.
La stazione della linea 4 è stata aperta il 21 aprile 1908.

### Accessi
- Square Émile Chantemps
- 68, rue Réaumur
- 81, rue Réaumur
- rue Palestro

## Interconnessioni
- Bus RATP - 20, 38, 39, 47
- Noctilien - N12, N13, N14, N23, N120, N121